# Pyskounovití
Pyskounovití (Labridae) je čeleď mořských paprskoploutvých ryb z řádu Labriformes, historicky řazená do sběrného řádu ostnoploutví (Perciformes). Pochází z Atlantského, Indického a Tichého oceánu a přilehlých moří. Častý je protogynní hermafroditismus, ze samic se v pozdějším věku stávají samci. Řada druhů se chová v akváriích.

## Rody
| Triby         | Rody |
| ------------- | --- |
|               | Cheilio, Frontilabrus, Malapterus, Minilabrus |
| Cheilinini    | Cheilinus, Doratonotus?, Epibulus, Oxycheilinus, Wetmorella |
| Cirrhilabrini | Cirrhilabrus, Paracheilinus, Pseudocheilinops, Pseudocheilinus, Pteragogus |
| Hypsigenyini  | Achoerodus, Anchichoerops, Bodianus, Choerodon, Decodon, Lachnolaimus, Polylepion, Pseudodax, Terelabrus, Haletta, Heteroscarus, Neoodax, Odax, Parodax, Olisthops, Sheardichthys, Siphonognathus                                                          |
| Julidini      | Anampses, Coris, Diproctacanthus, Gomphosus, Halichoeres, Hemigymnus, Hologymnosus, Labrichthys, Labroides, Labropsis, Larabicus, Leptojulis, Macropharyngodon, Ophthalmolepis, Parajulis, Pseudocoris, Pseudojuloides, Stethojulis, Thalassoma, Xenojulis |
| Labrini       | Acantholabrus, Centrolabrus, Ctenolabrus, Labrus, Lappanella, Symphodus, Tautoga, Tautogolabrus |
| Novaculini    | Ammolabrus, Cymolutes, Iniistius, Novaculichthys, Novaculoides, Novaculops, Xyrichtys |
| Pseudolabrini | Austrolabrus, Dotalabrus, Eupetrichthys, Notolabrus, Pictilabrus, Pseudolabrus, Suezichthys |
| Scarini       | Bolbometopon, Calotomus, Cetoscarus, Chlorurus, Cryptotomus, Hipposcarus, Leptoscarus, Nicholsina, Scarus, Sparisoma |